# Валлини, Агостино
Агостино Валлини (итал. Agostino Vallini; род. 17 апреля 1940, Поли, Тиволи, королевство Италия) — итальянский куриальный кардинал. Титулярный епископ Тортиболи и вспомогательный епископ Неаполя с 23 марта 1989 по 13 ноября 1999. Епископ Альбано с 13 ноября 1999 по 27 мая 2004. Префект Верховного Трибунала Апостольской Сигнатуры с 27 мая 2004 по 27 июня 2008. Генеральный викарий Рима и архипресвитер Папской Латеранской базилики с 27 июня 2008 по 26 мая 2017. Кардинал-дьякон с титулярной диаконией Сан-Пьер-Дамиани-ай-Монти-ди-Сан-Паоло с 24 марта 2006 по 24 февраля 2009. Кардинал-священник pro hac vice с титулярной диаконией Сан-Пьер-Дамиани-ай-Монти-ди-Сан-Паоло с 24 февраля 2009.

## Ранняя жизнь
Родился Агостино Валлини 17 апреля 1940 года в Поли, в области Лацио, в королевство Италия. Когда он был ребёнком семья переехала в Барру, около Неаполя. Он учился в Старшей архиепископской семинарии в Неаполе, на теологическом факультете Университета Северной Италии имени Фомы Аквинского, а также в Папском Латеранском университете, где он получил докторантуру в каноническом и гражданском праве. Тема его диссертации: «Новый Кодекс Канонического Права».
19 июля 1964 года Валлини был рукоположён в священники в Неаполе. Рукоположение совершил Витторио Лонго — титулярный епископ Ларимы, вспомогательный епископ Неаполя.

## Преподаватель
Профессор канонического права Валлини преподавал каноническое право на теологическом факультете Университета Северной Италии имени Фомы Аквинского, а позднее стал деканом факультета. Профессор канонического права в Папском Латеранском университете. Эксперт Итальянской Католической Университетской Федерации. Позднее назначен ректором Старшей архиепископской семинарии в Неаполе. Региональный советник движения «Католической действие».

## Епископ и глава Суда
Папа римский Иоанн Павел II 23 марта 1989 года назначил его титулярным епископом Тортиболи и вспомогательным епископом Неаполя. Он был посвящён в епископа 13 мая 1989 года, в кафедральном соборе Неаполя, кардиналом Микеле Джордано — архиепископом Неаполя, которому помогали Луиджи Дилидженца — архиепископ Капуи и Антонио Амброзиано — архиепископ Сполето-Норчии. 13 ноября 1999 года Валлини был переведён в епархию Альбано, которую он занимал до 27 мая 2004 года. 27 мая 2004 года Валлини был назначен префектом Верховного Трибунала Апостольской Сигнатуры, и повышен до статуса архиепископа.

## Кардинал
24 марта 2006 года папа римский Бенедикт XVI возвёл Валлини в кардиналы-дьяконы с титулярной диаконией Сан-Пьер-Дамиани-ай-Монти-ди-Сан-Паоло.
27 июня 2008 года папа римский Бенедикт XVI назвал кардинал Валлини генеральным викарием Рима, сменив на посту кардинала-викария, кардинал Камилло Руини, освободив его от поста префекта Верховного Трибунала Апостольской Сигнатуры. Кроме того, папа римский назвал префектом этого трибунала, Рэймонда Лео Берка, до сих пор был архиепископом Сент-Луиса, США.
Назначение кардиналом-викарием, усилило влияние Валлини в Римской курии и при Папском дворе, сделало кардинала Валлини, одним из близких приближенных кардиналов папы Бенедикта XVI.
24 февраля 2009 года кардинал Валлини был возведён в кардиналы-священники pro hac vice с титулярной диаконией Сан-Пьер-Дамиани-ай-Монти-ди-Сан-Паоло. Тем самым кардинал Валлини, стал кардиналом-священником через три года после возведения в сан кардинала-дьякона, что показывает усиливающее влияние кардинала Валлини, так как кардиналом-священником кардинал-дьякон может стать только после десяти лет пребывания в сане кардинала-дьякона.
Участник Конклава 2013 года.
26 мая 2017 года Папой Франциском была принята отставка кардинала Валлини с поста генерального викария Рима и назначен преемник монсеньор Анджело Де Донатис.
17 апреля 2020 года кардиналу Валлини исполнилось 80 лет и он потерял право участвовать в Конклаве.

## Награды
- Кавалер Большого креста ордена «За заслуги перед Итальянской Республикой» (4 октября 2008 года)[3]
- Бальи — кавалер Большого креста Чести и Преданности для Кардиналов Святой Римской Церкви Мальтийского ордена (25 мая 2006 года)[4]